# سوزان ووجیتسکی
سوزان دایان ووتچیتسکی (انگلیسی: Susan Diane Wojcicki) (۵ ژوئیه ۱۹۶۸ – ۹ اوت ۲۰۲۴) یک کارآفرین اهل ایالات متحده آمریکا و مدیرعامل یوتیوب بود.
ووتچیتسکی جایگزین سالار کمانگر، مدیرعامل سابق یوتیوب، بود. وی تحصیلات خویش را در کالج هاروارد، دانشگاه کالیفرنیا، سانتا کروز و مدرسه مدیریت یوسی‌ال‌ای اندرسن انجام داد.
در سال ۱۹۹۸ سرگئی برین و لری پیج (بنیان‌گذاران گوگل) گاراژ خانهٔ ووتچیتسکی را اجاره کرده و نخستین دفتر گوگل را برپا کردند. او در سال ۱۹۹۹ نخستین مدیر بازاریابی گوگل شد. گوگل در سال ۲۰۰۶ یوتیوب را به قیمت ۱٫۶۵ میلیارد دلار خرید ولی سوزان در نهایت در سال ۲۰۱۴ مدیرعامل یوتیوب شد. او تا قبل از به دست گرفتن هدایت یوتیوب در توسعه پروژه‌هایی چون گوگل دودلز (به انگلیسی: Google Doodles) و گوگل ادسنس (به انگلیسی: Google AdSense) کمک کرد او که نخستین مدیر محصول گوگل بود به تدریج به سمت معاون ارشد بخش تجارت و تبلیغات گوگل رسید. میزان دارایی وی در سن ۵۱ سالگی به ۵۰۰ میلیون دلار رسید.
وی پس از دو سال مبارزه با سرطان ریه در ۵۶ سالگی درگذشت. در ۱۳ فوریه ۲۰۲۴، مارکو تروپر، پسر ووتچیتسکی، یک دانشجوی ۱۹ ساله در دانشگاه کالیفرنیا، برکلی، بر اثر مسمومیت حاد ترکیبی دارویی درگذشت.